# Prolet
Prolet è un termine in neolingua, ovvero la lingua immaginaria utilizzata dai personaggi del romanzo 1984 di George Orwell, che indica il proletariato, ovvero l'85% della popolazione dell'immaginario super stato di Oceania, uno dei tre super stati in cui è diviso il mondo nella distopia immaginata da George Orwell.
La società immaginata nella Distopia di George Orwell è divisa in tre ceti, il partito interno che detiene la leadership assoluta, il partito esterno e i prolet.
La prassi di controllo sociale da parte del Partito interno sui membri del Partito esterno è descritta nel romanzo come ispirata dall'inquisizione cattolica, e, soprattutto, ai regimi totalitari del comunismo sovietico e del nazismo.
I prolet sono al disotto dei membri del partito esterno e, per le loro insignificanti condizioni mentali, al contrario dei membri del partito esterno, sono lasciati liberi dal controllo della psicopolizia, come animali, in una organizzazione sociale che li usa come lavoratori.
“I prolet come gli animali sono liberi ”
" il Partito insegnava che i prolet erano esseri inferiori per natura e che, come gli animali, dovevano essere tenuti in soggezione mediante l'applicazione di poche e semplici regole. In effetti, dei prolet non si sapeva granché. Non era necessario. Finché continuavano a lavorare e generare, le altre cose che facevano non avevano grande importanza. Lasciati a se stessi, come bestiame in libertà nelle pianure argentine, avevano sviluppato uno stile di vita che pareva gli si confacesse alla perfezione, una specie di modello ancestrale. Nascevano, vivevano in topaie, cominciavano a lavorare a dodici anni, attraversavano un fiorente quanto breve periodo di bellezza e di desiderio sessuale, a vent'anni si sposavano, a trenta erano già uomini e donne di mezz'età, per poi morire, quasi tutti, a sessant'anni. Il lavoro pesante, la cura della casa e dei bambini, le futili beghe coi vicini, il cinema, il calcio, la birra e soprattutto le scommesse, limitavano il loro orizzonte. "
La speranza di redenzione dalla tirannia del Grande Fratello per il protagonista del romanzo Winston Smith e per la sua compagna Julia risiede nella rivolta dei prolet contro il Partito
O'Brien il membro del Partito Interno che, attraverso terribili torture, porterà il protagonista ad accettare la dottrina del Grande Fratello vanificherà questa speranza

La struttura piramidale della società oceanica in 1984.